# Boswellia sacra
Boswellia sacra är en tvåhjärtbladig växtart som beskrevs av Friedrich August Flueckiger. Boswellia sacra ingår i släktet Boswellia och familjen Burseraceae. IUCN kategoriserar arten globalt som nära hotad. Inga underarter finns listade i Catalogue of Life.

## Bildgalleri

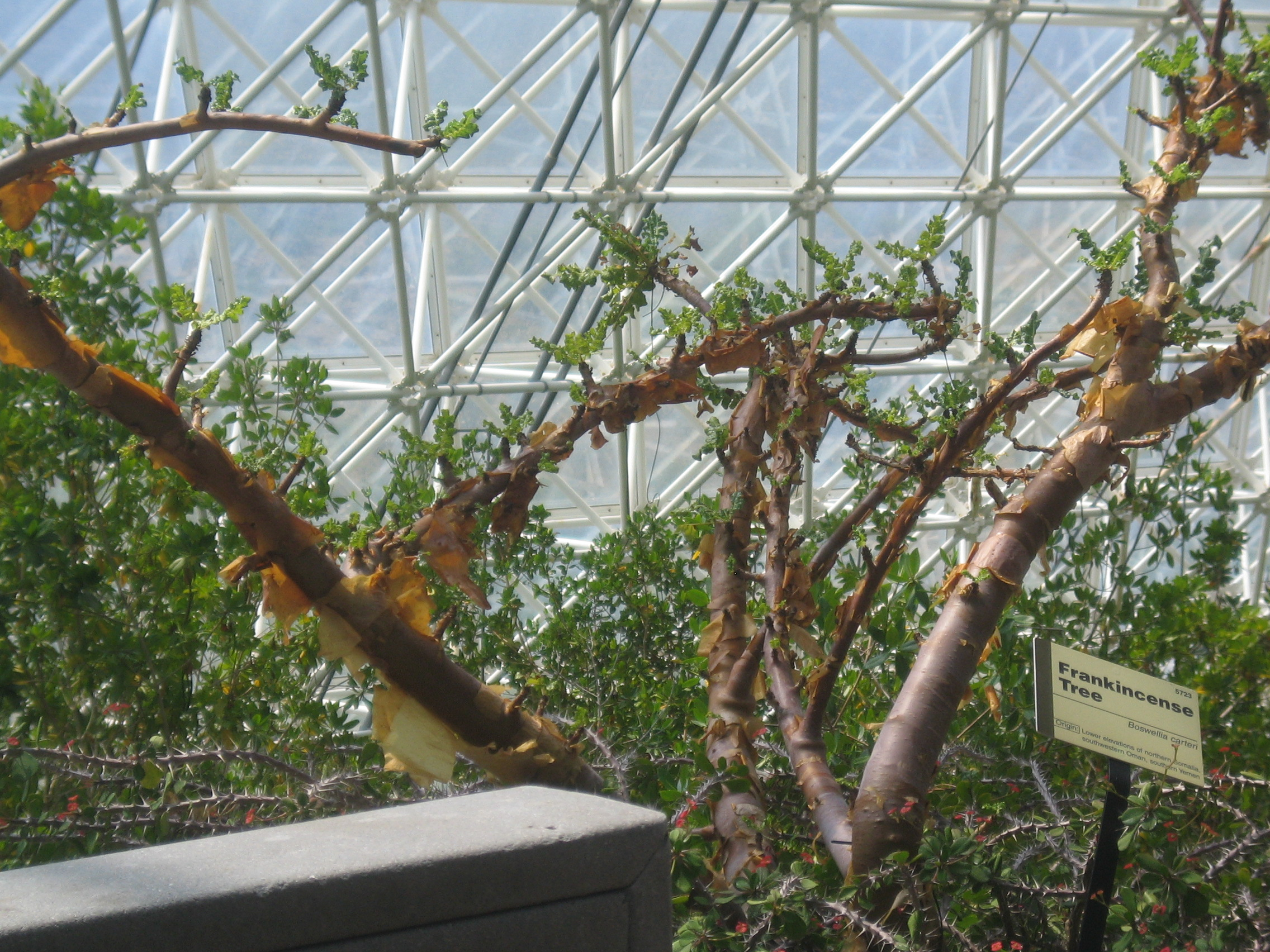
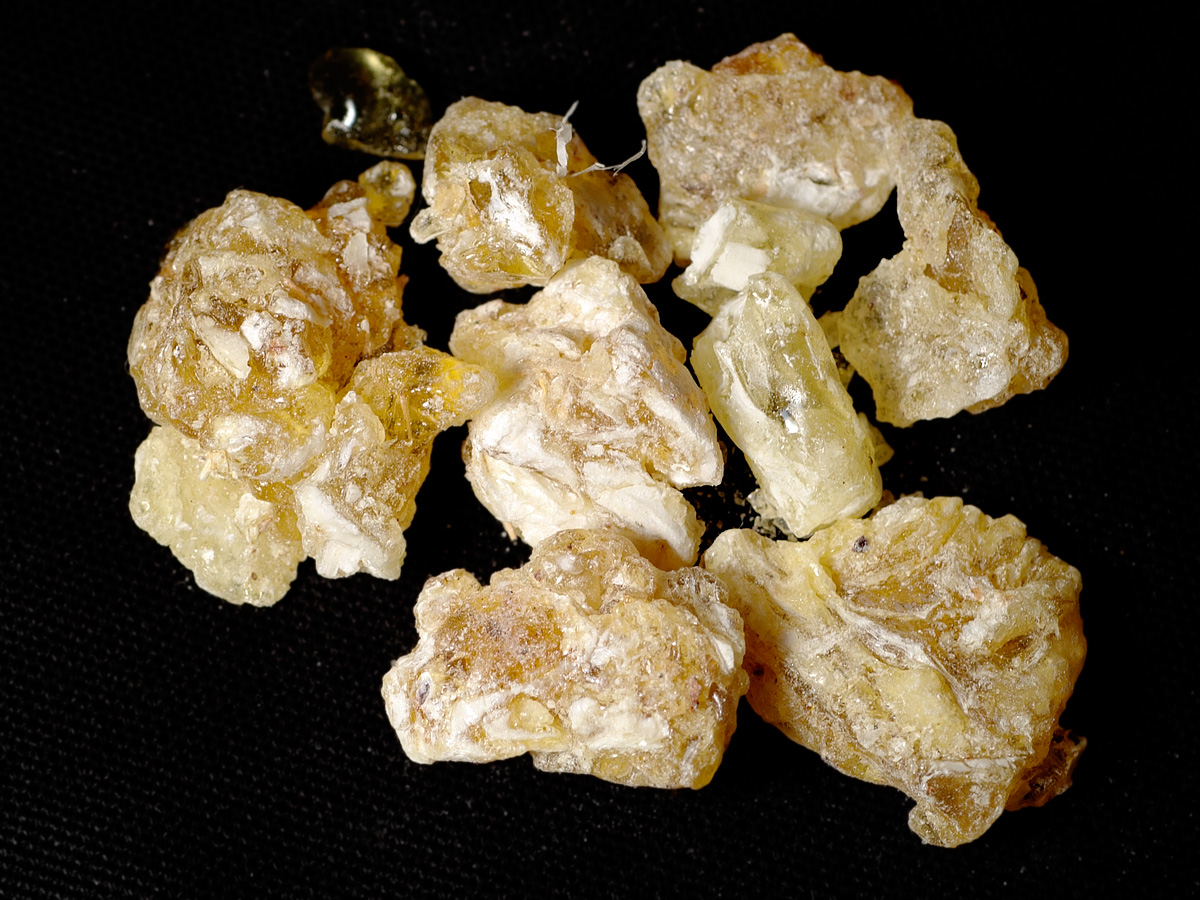
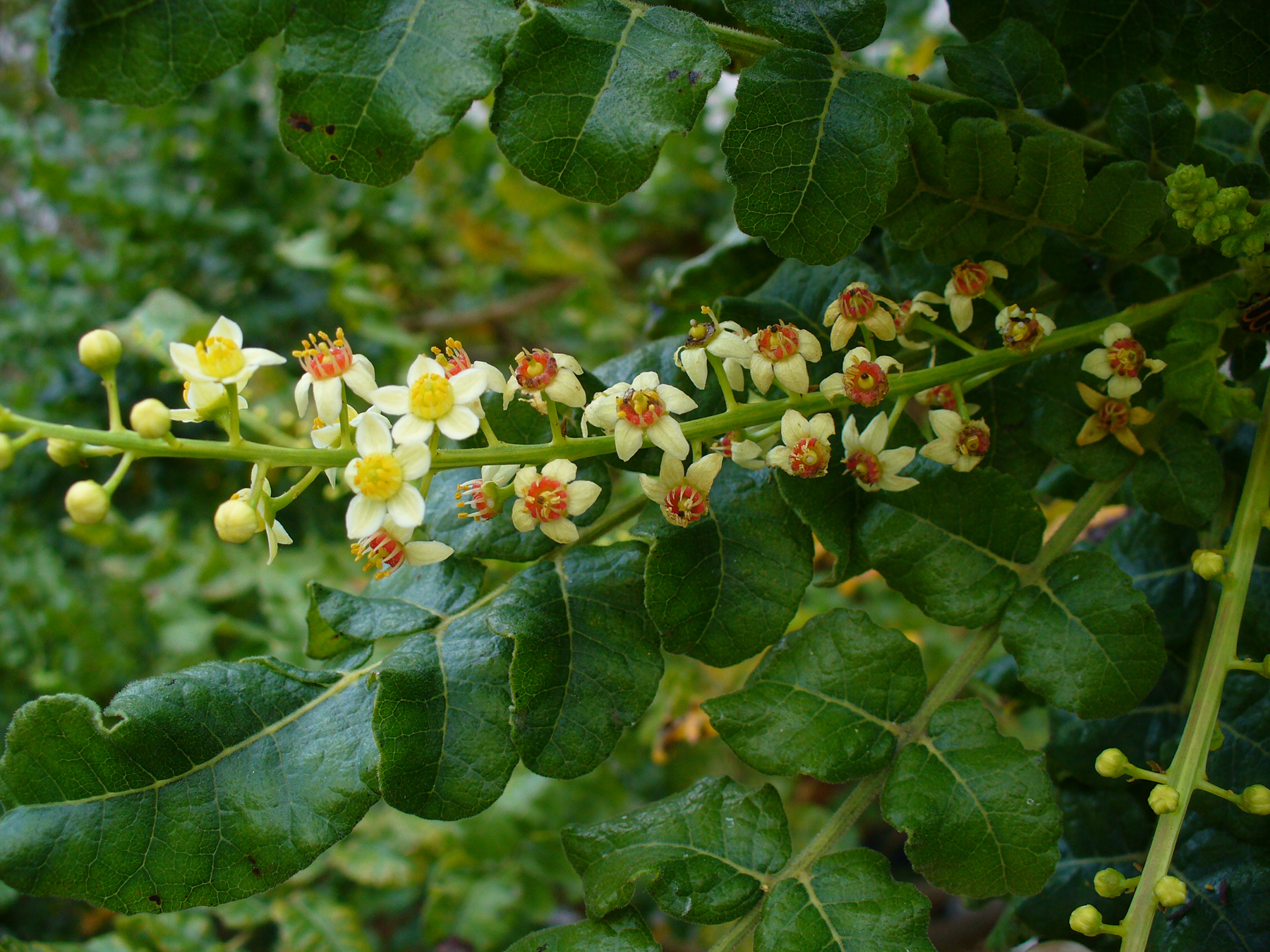
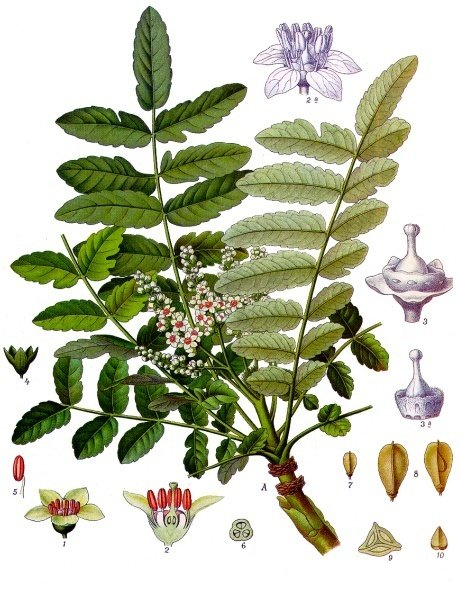
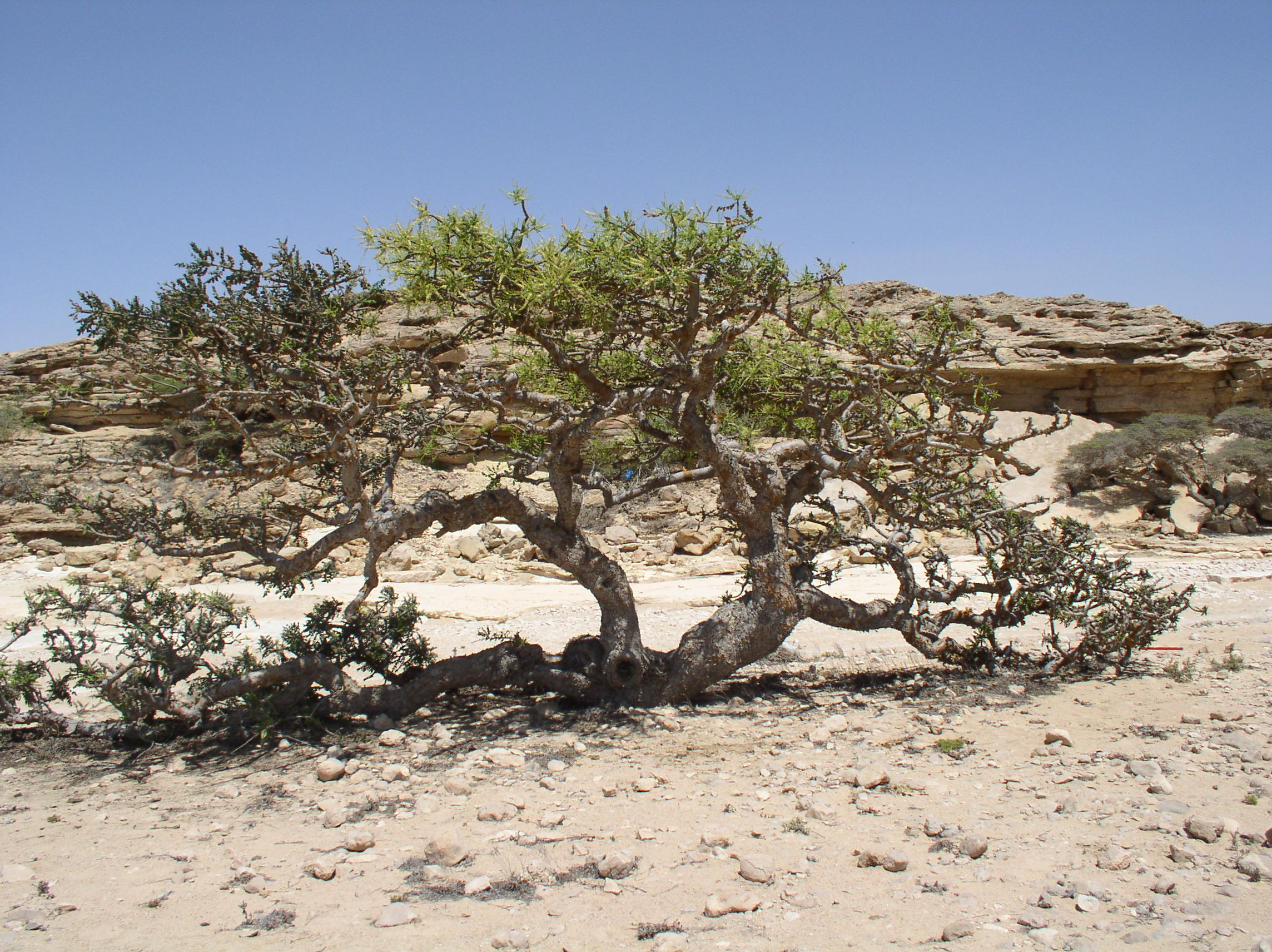
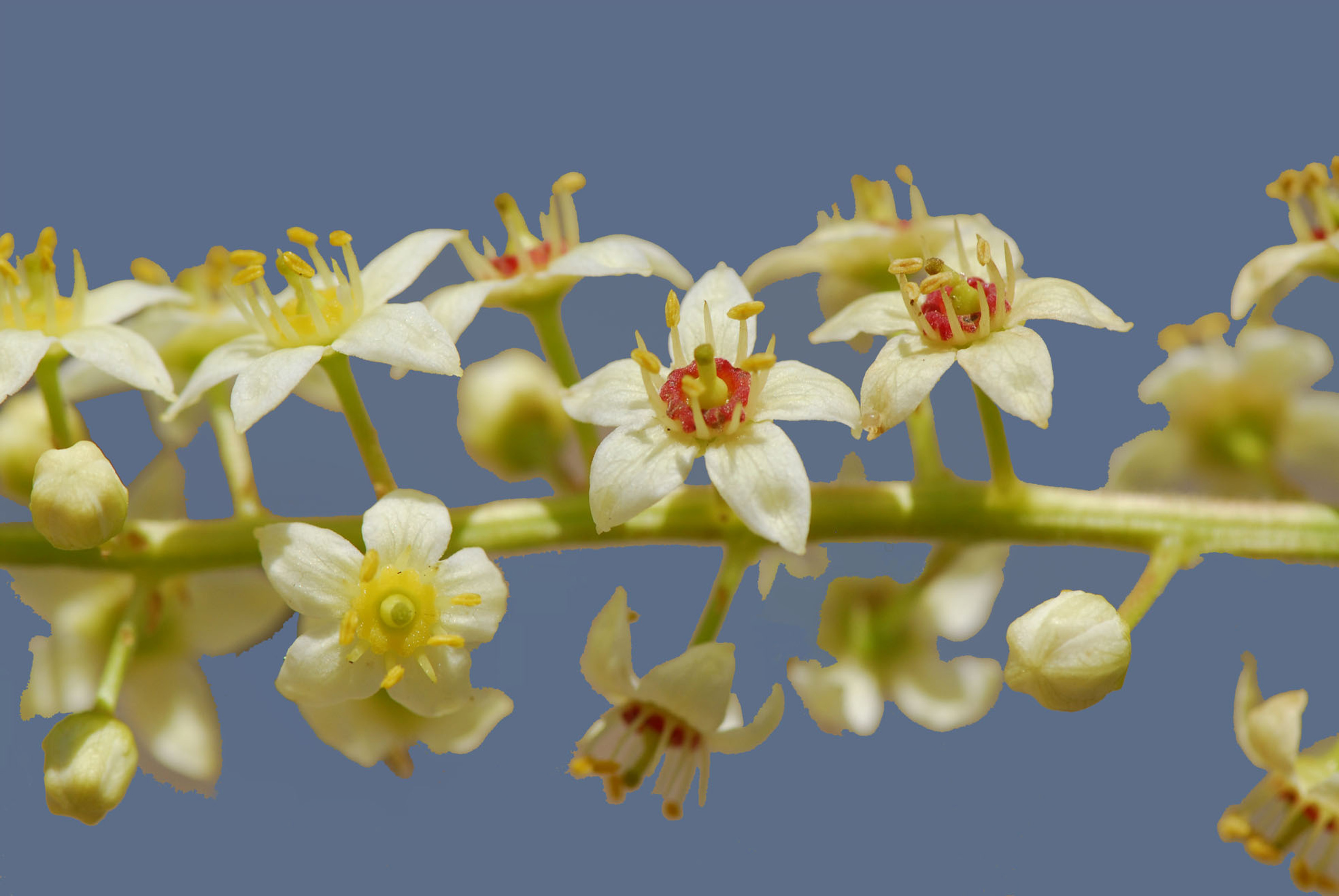